# JDSU
JDS Uniphase Corporation — компания, которая проектировала и производила продукты для оптических сетей связи, испытательного и измерительного оборудования связи, лазеров, оптических решений для аутентификации и декоративных применений, а также другой заказной оптики. Штаб-квартира находилась в Милпитас, Калифорния. Ранее называласс JDS Uniphase, а 14 сентября 2005 года был проведен ребрендинг. Юридическое лицо называлось JDS Uniphase Corporation, но чаще оно называлось JDSU. В августе 2015 года JDSU разделился на две разные компании: Viavi Solutions и Lumentum Holdings.